# Supercúmulo estelar

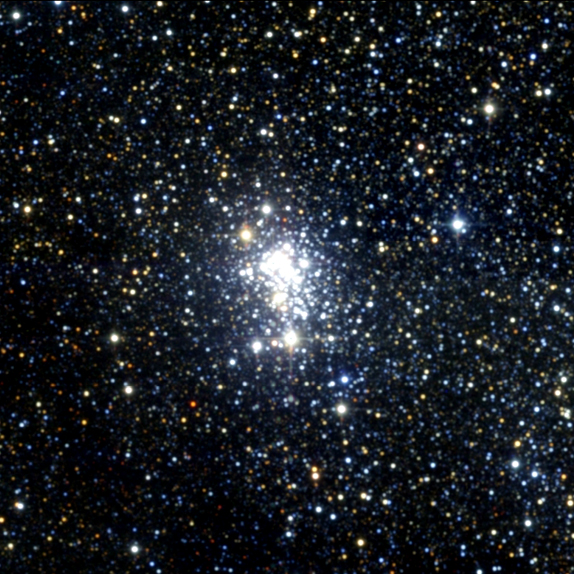
Supercúmulo estelar Westerlund 1 en luz infrarroja. Imagen obtenida con el 2 Micron All-Sky Survey (2MASS).

Un supercúmulo estelar (abreviado SSC, del inglés super star cluster) es una región de formación estelar de gran tamaño, que se piensa que es el precursor de un cúmulo globular. Habitualmente contiene un gran número de estrellas jóvenes masivas que ionizan la región H II que le rodea, similar a las llamadas "Regiones ultradensas de H II (UDHIIs)" de la Vía Láctea. La región H II en torno al supercúmulo estelar se encuentra rodeada por una envoltura de polvo. En muchos casos tanto las estrellas como las regiones H II son ópticamente invisibles debido a los altos niveles de extinción. Por consiguiente, los supercúmulos estelares más jóvenes son observados mejor en radiofrecuencias e infrarrojos.
Son características únicas de los supercúmulos estelares su gran densidad de electrones {\displaystyle n_{e}=10^{3}}–{\displaystyle 10^{6}} cm{\displaystyle ^{-3}} así como su presión {\displaystyle P/}{\displaystyle k_{b}}{\displaystyle =10^{7}}–{\displaystyle 10^{10}} K cm{\displaystyle ^{-3}}.
Aunque existen muchos ejemplos de supercúmulos estelares en otras galaxias, Westerlund 1 parece ser el único cúmulo de este tipo en nuestra galaxia.
Se cree que estos objetos, asumiendo que tengan suficientes estrellas de baja masa y/o que no sean destruidos por interacciones gravitatorias, acabarán por convertirse en cúmulos globulares dentro de varios miles de millones de años.